# Bartels-Sunda-Riesenratte

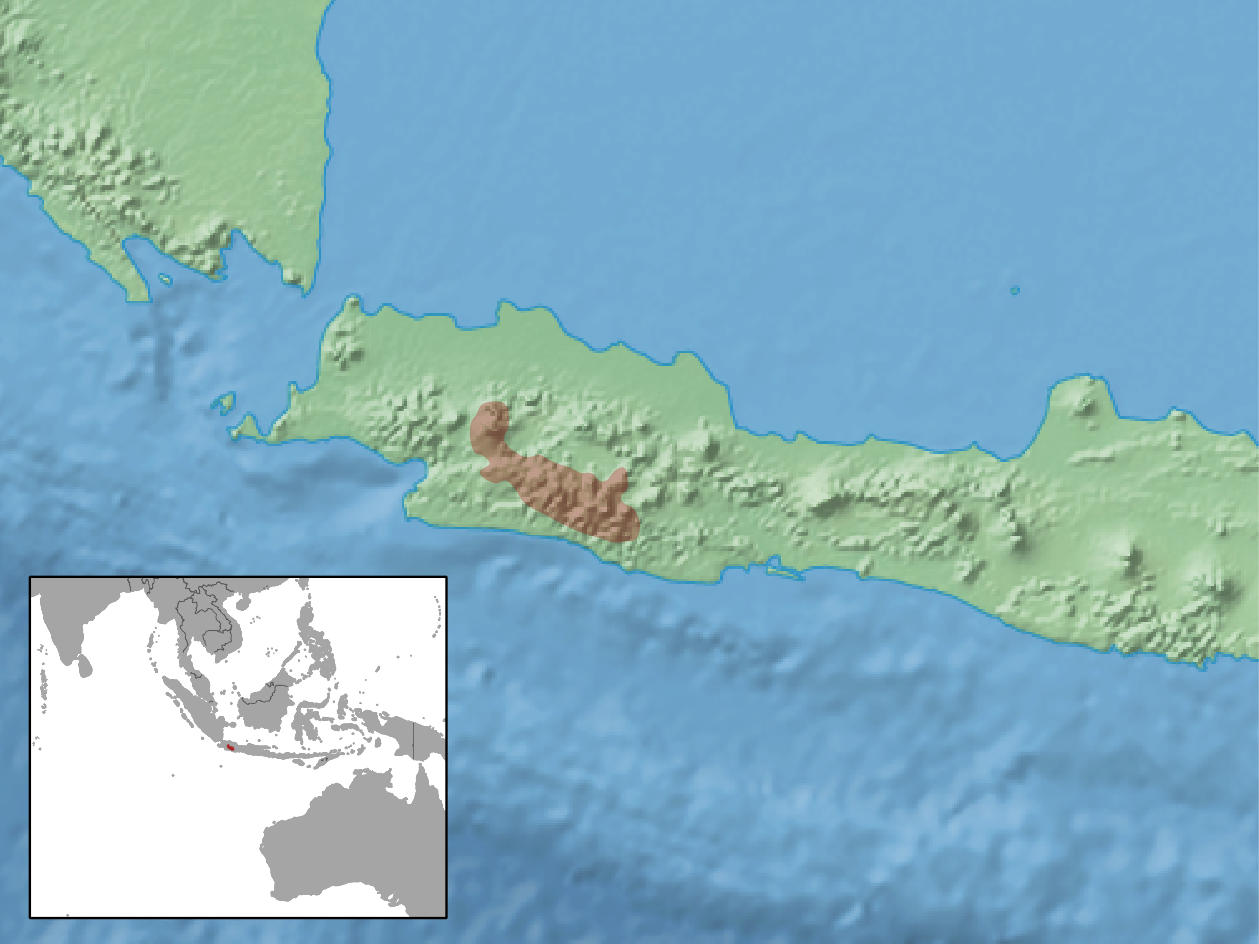
Vermutetes Verbreitungsgebiet der Art

Die Bartels-Sunda-Riesenratte (Sundamys maxi) ist ein im westlichen Java verbreitetes Nagetier in der Gattung der Sunda-Riesenratten. Bei der Erstbeschreibung aus den 1930er Jahren wurde die Art zur Gattung Ratten gezählt. Danach galt sie zeitweilig als Unterart der Gebirgs-Sunda-Riesenratte (Sundamys infraluteus).

## Merkmale
Erwachsene Exemplare sind ohne Schwanz 218 bis 270 mm lang, die Schwanzlänge beträgt 258 bis 309 mm und das Gewicht liegt bei 520 bis 645 g. Es kommen 52 bis 55 mm lange Hinterfüße und 24 bis 28 mm lange Ohren vor. Das dunkelbraune Fell der Oberseite geht ohne deutliche Grenze in eine etwas hellere Unterseite über. Der lange Schwanz ist moderat mit braunen Haaren bedeckt und der Kopf ist durch lange Vibrissen und dunkle Ohren gekennzeichnet. Unterschiede zur Gebirgs-Sunda-Riesenratte bestehen in abweichenden Details des Schädels und der Zahnkronen. Von den paarig angeordneten Zitzen der Weibchen liegen zwei auf der Brust, zwei auf dem Bauch und vier im Leistenbereich.

## Verbreitung und Lebensweise
Dieses Nagetier ist nur von wenigen, in den 1930er Jahren gefundenen, Individuen bekannt. Es lebt in Gebirgen im westlichen Java zwischen 900 und 1350 Meter Höhe. Die Funde stammen aus feuchten immergrünen Wäldern. Vermutlich benötigt die Art ursprüngliche Landschaften.
Es wird angenommen, dass die Bartels-Sunda-Riesenratte, wie nahe verwandte Arten, nachtaktiv und bodenbewohnend ist. Informationen zur Fortpflanzung fehlen.

## Gefährdung
Waldrodungen wirken sich vor allem in tieferen Lagen negativ aus. Schätzungsweise ist das Verbreitungsgebiet 7260 km² groß. Die IUCN listet die Art als gefährdet (vulnerable).